# فرودگاه شهری فریمونت (نبرسکا)
فرودگاه شهری فریمونت (نبرسکا) (به انگلیسی: Fremont Municipal Airport (Nebraska)) یک فرودگاه همگانی بهره‌برداری هوایی با کد یاتا FET است که یک باند فرود آسفالت و بتن دارد و طول باند آن ۱۶۷۶ متر است. این فرودگاه در کشور ایالات متحده آمریکا قرار دارد و در ارتفاع ۳۶۷ متری از سطح دریا واقع شده است.